# Minus the Herd
Albums de Ion Dissonance
Solace
Minus the Herd est le troisième album studio du groupe de deathcore canadien Ion Dissonance, sorti le 5 juin 2007. Il s'agit d'une coproduction entre les labels indépendants Abacus et Century Media Records et la major EMI Records.
C'est le premier album de Ion Dissonance enregistré avec le chanteur Kevin McCaughey.

## Musiciens
- Kevin McCaughey – chant
- Antoine Lussier – guitare
- Sebastien Chaput – guitare
- Xavier St-Laurent – basse
- Jean-François Richard – batterie

## Liste des titres
1. The Surge - 3:20
2. Through Evidence - 2:47
3. Kneel - 3:05
4. Shunned Redeemer - 3:53
5. You Shouldnt Be Alive - 2:17
6. Scorn Haven - 4:14
7. Of Me... Nobody Is Safe - 2:59
8. Untitled - 1:30
9. Void of Conscience - 3:39
10. Tarnished Trepidation - 5:15